# Herbita cyclopeata
Herbita cyclopeata är en fjärilsart som beskrevs av Heinrich Benno Möschler 1881. Herbita cyclopeata ingår i släktet Herbita och familjen mätare. Inga underarter finns listade i Catalogue of Life.